# Cerithium nodulosum
Cerithium nodulosum là một loài ốc biển, là động vật thân mềm chân bụng sống ở biển thuộc họ Cerithiidae.

## Phân bố
The distribution của Cerithium nodulosum bao gồms hải vực Ấn Độ Dương-Thái Bình Dương và Red Sea.